# Idiops pulcher
Idiops pulcher är en spindelart som beskrevs av Hewitt 1914. Idiops pulcher ingår i släktet Idiops och familjen Idiopidae. Inga underarter finns listade i Catalogue of Life.